# Уотсон, Мьюз
Мьюз Уо́тсон (англ. Muse Watson; род. 20 июля 1948, Александрия, Луизиана, США) — американский актёр, наиболее известный по ролям Чарльза Уэстморленда в телевизионном сериале «Побег» и Майкла Фрэнкса в сериале «Морская полиция: Спецотдел».

## Биография
Мьюз Уотсон родился в городке Александрия, Луизиана). В 18 лет он поступил в Университет Луизианы на музыкальное направление, но через два года, получив стипендию, перевелся на факультет актёрского мастерства в Берия-колледж, Кентукки. Там он участвовал в театральных постановках. Первой его актёрской работой стала роль Петруччо в пьесе Уильяма Шекспира «Укрощение строптивой». После окончания колледжа Уотсон работал в небольших театрах на сцене играя в основном персонажей из пьес Шекспира. Также он поставил две собственные пьесы.
В 1989 году, когда Уотсону был уже 41 год, его стали приглашать на второстепенные и мелкие роли в художественных фильмах. В 1998 году Уотсон был приглашённым гостем на программе «Субботним вечером в прямом эфире», где спародировал собственную роль в фильме «Я знаю, что вы сделали прошлым летом». В 2005 году он снялся в сериале «Побег» в роли заключенного тюрьмы «Фокс-Ривер» Чарльза Уэстморленда, а С 2009 по 2012 год играл роль агента морской полиции в отставке, Майкла Фрэнкса в сериале «Морская полиция: Спецотдел».

## Избранная фильмография
| Год       |    | Русское название                                   | Оригинальное название                    | Роль                       |
| --------- | -- | -------------------------------------------------- | ---------------------------------------- | -------------------------- |
| 1989      | ф  | Чёрная радуга                                      | Black Rainbow                            | офицер полиции             |
| 1989      | ф  | История служанки                                   | The Handmaid’s Tale                      | охранник                   |
| 1993      | ф  | Соммерсби                                          | Sommersby                                | первый бродяга             |
| 1993—1994 | с  | Мэтлок                                             | Matlock                                  | охранник / патрульный      |
| 1995      | тф | Тэд                                                | Tad                                      | Том Пендел                 |
| 1995      | ф  | Повод для разговоров                               | Something To Talk About                  | Хэнк Корриган              |
| 1995      | ф  | Наемные убийцы                                     | Assassins                                | Кетчем                     |
| 1996      | с  | Человек Лазаря                                     | The Lazarus Man                          | Докинс                     |
| 1997      | ф  | Лолита                                             | Lolita                                   | н/д                        |
| 1997      | ф  | Я знаю, что вы сделали прошлым летом               | I Know What You Did Last Summer          | Бенджамин Уиллис / «Рыбак» |
| 1998      | с  | Военно-юридическая служба                          | JAG                                      | адмирал Артур Фессенден    |
| 1998      | ф  | Я всё ещё знаю, что вы сделали прошлым летом       | I Still Know What You Did Last Summer    | Бенджамин Уиллис / «Рыбак» |
| 1998      | с  | Субботним вечером в прямом эфире                   | Saturday Night Live                      | Бенджамин Уиллис           |
| 1999      | с  | Крутой Уокер: Правосудие по-техасски               | Walker, Texas Ranger                     | Фредди Форбс               |
| 1999      | в  | От заката до рассвета 2: Кровавые деньги из Техаса | From Dusk Till Dawn 2: Texas Blood Money | Си Дабл Ю Найлз            |
| 1999      | ф  | Остин Пауэрс: Шпион, который меня соблазнил        | Austin Powers: The Spy Who Shagged Me    | Клансман                   |
| 2004      | ф  | Мёртвые птицы                                      | Dead Birds                               | отец                       |
| 2005      | ф  | Остриё копья                                       | End of the Spear                         | Адольфо                    |
| 2005—2008 | с  | Побег                                              | Prison Break                             | Чарльз Уэстморленд         |
| 2006—2017 | с  | Морская полиция: Спецотдел                         | NCIS                                     | Майкл Фрэнкс               |
| 2007      | с  | Мыслить как преступник                             | Criminal Minds                           | Мики Бейтс                 |
| 2007      | с  | Говорящая с призраками                             | Ghost Whisperer                          | Милт Чарльз                |
| 2007      | с  | C.S.I.: Место преступления                         | CSI: Crime Scene Investigation           | контролёр на станции       |
| 2009      | с  | Менталист                                          | The Mentalist                            | Джейк Куби                 |
| 2009      | с  | Детектив Раш                                       | Cold Case                                | Джон Норвуд в 2009 году    |
| 2009      | с  | АйКарли                                            | iCarly                                   | Баки                       |
| 2010      | с  | Касл                                               | Castle                                   | Айвен Подофски             |
| 2011      | с  | Компаньоны                                         | Franklin & Bash                          | офицер Том Уэрт            |
| 2013      | ф  | Последнее изгнание дьявола: Второе пришествие      | The Last Exorcism Part II                | Фрэнк Мерл                 |
| 2014      | с  | Правосудие                                         | Justified                                | Элмонт Суэйн               |
| 2014      | ф  | Пригородная готика                                 | Suburban Gothic                          | Амброуз                    |